# Peter Grünberg
Peter Grünberg (Plzeň, Alemanya -actualment a la República Txeca- 1939 - abril del 2018) va ser un físic alemany que fou guardonat amb el Premi Nobel de Física l'any 2007.

## Biografia
Va néixer el 18 de maig de 1939 a la ciutat de Plzeň, població actualment situada a la República Txeca però que en aquells moments formava part del Protectorat de Bohèmia-Moràvia, depenent d'Alemanya. Va estudiar física a la Universitat Tècnica de Dàrmstadt, on es va llicenciar l'any 1966 i doctorar el 1969. Posteriorment va ampliar els seus estudis a la Universitat Carleton d'Ottawa (Canadà).

## Recerca científica
Inicià la seva recerca científica a l'Institut de Recerca de Jülich, on descobrí l'any 1986 l'intercanvi antiparal·lel entre unes capes ferromagnètiques separades per una capa noferromagnètica fina. Posteriorment l'any 1988 va descobrir l'efecte de magnetoresistència gegant (GMR), pel qual les capes múltiples poden ajuntar-se d'aquesta manera, i que ha permès augmentar la capacitat de gigabytes en els discs durs. Aquest docobriment fou realitzat simultàniament, i de forma independent, pel francès Albert Fert. L'any 2007 fou guardonat, juntament amb Fert, amb el Premi Nobel de Física per aquest últim descobriment.